# Moto Kitano
Moto Kitano (Japans: 北野 元, Kitana Moto) (Kioto, 1 januari 1941) is een Japans voormalig motorcoureur. Hij maakte in het begin van de jaren zestig deel uit van het fabrieksteam van Honda. Hij was de eerste winnaar van de 250cc-klasse van de Grand Prix van de Verenigde Staten op de Daytona International Speedway. 
Moto Kitano won de race in Amerika met de eerste 250cc-fabrieksracer van Honda, de viercilinder RC 161. Die race telde weliswaar niet mee voor het wereldkampioenschap, maar was voor Honda toch belangrijk omdat het net de American Honda Motor Company in Los Angeles had geopend en voet aan de grond wilde krijgen op de Amerikaanse markt voor lichte motorfietsen. 
In het WK-seizoen 1960 kwam hij slechts in enkele wedstrijden aan de start, met de RC 161 in de 250cc-klasse en met de Honda RC 143 in de 125cc-klasse. Hij scoorde punten in de 250cc-Lightweight TT op het eiland Man, waar hij vijfde werd. 
In 1961 maakte hij geen deel uit van het Honda-team, maar in het seizoen 1962 scoorde hij punten in alle races waarin hij de finish haalde.

## Wereldkampioenschap wegrace resultaten
| Jaar | Klasse | Team  | Motorfiets | 1     | 2      | 3       | 4     | 5     | 6     | 7     | 8     | 9     | 10    | 11    | Punten | Plaats | Overwinningen |
| ---- | ------ | ----- | ---------- | ----- | ------ | ------- | ----- | ----- | ----- | ----- | ----- | ----- | ----- | ----- | ------ | ------ | ------------- |
| 1960 | 125 cc | Honda | RC 431     |       | IOM 17 | NED -   | BEL 7 | DUI - | ULS - | NAT - |       |       |       |       | 0      | -      | 0             |
| 1960 | 250 cc | Honda | RC 161     | FRA - | IOM 5  | NED -   | BEL - | DUI - | ULS - | NAT - |       |       |       |       | 2      | 14e    | 0             |
| 1962 | 250 cc | Honda | CR 72      | SPA - | FRA -  | IOM DNF | NED - | BEL - | DUI - | ULS - | DDR 4 | NAT 4 | FIN - | ARG - | 6      | 13e    | 0             |
| 1962 | 350 cc | Honda | CR 77      |       |        | IOM -   | NED - |       |       | ULS - | DDR - | NAT - | FIN 6 |       | 1      | 18e    | 0             |